# Wilhelm IV Żelazne Ramię
Wilhelm IV Żelazne Ramię, fr. Guillaume Fièrebrace (ur. 937, zm. 3 lutego 995) – książę Akwitanii i hrabia Poitiers (jako Wilhelm II), syn księcia Wilhelma III Jasnowłosego i Adeli, córki Rolfa, księcia Normandii.
Władzę w Akwitanii i Poitiers objął po śmierci ojca w 963 r. Jego rządy upłynęły pod znakiem wojen. Już od pierwszych lat swojego panowania toczył walki z hrabią Andegawenii Godfrydem I Szarą Opończą, który zajął Loudun.
W 988 r. Wilhelm rozpoczął wojnę przeciwko nowo wybranemu królowi Francji Hugonowi Kapetowi. Wilhelm nie uznał elekcji Hugona. Kapet wykorzystał więc fakt, że otrzymać wcześniej od króla Lotara tytuł księcia Akwitanii i podniósł pretensję do władztwa Wilhelma. W 988 r. najechał Akwitanię, ale jego armia została pokonana podczas przejścia przez dolinę Loary. Później Wilhelm przyjął na swój dwór ostatniego przedstawiciela Karolingów, Ludwika Lotaryńskiego, którego ogłosił prawowitym dziedzicem tronu Francji.
W 968 r. poślubił Emmę z Blois (zm. 1004), córkę Tybalda I, hrabiego Blois, i Luitgardy, córki Herberta II, hrabiego Vermandois. Małżeństwo to było burzliwe, gdyż Wilhelm był wielkim kobieciarzem a nade wszystko uwielbiał polowania. Emma często wypędzała z dworu kochanki męża. Małżonkowie dwukrotnie znaleźli się w separacji. Wilhelm i Emma mieli razem dwóch synów:
- Wilhelm V Wielki (969 – 31 stycznia 1030), książę Akwitanii
- Ebalus (zm. po 997)

| 4. Ebalus Bękart  |  |                           |  |  |                             |
|                   |  | 2. Wilhelm III Jasnowłosy |  |  |                             |
| 5. Emilienna      |  |                           |  |  |                             |
|                   |  |                           |  |  | 1. Wilhelm IV Żelazne Ramię |
| 6. Rolf           |  |                           |  |  |                             |
|                   |  | 3. Adela Normandzka       |  |  |                             |
| 7. Poppa z Bayeux |  |                           |  |  |                             |
|                   |  |                           |  |  |                             |